# Engländerbau

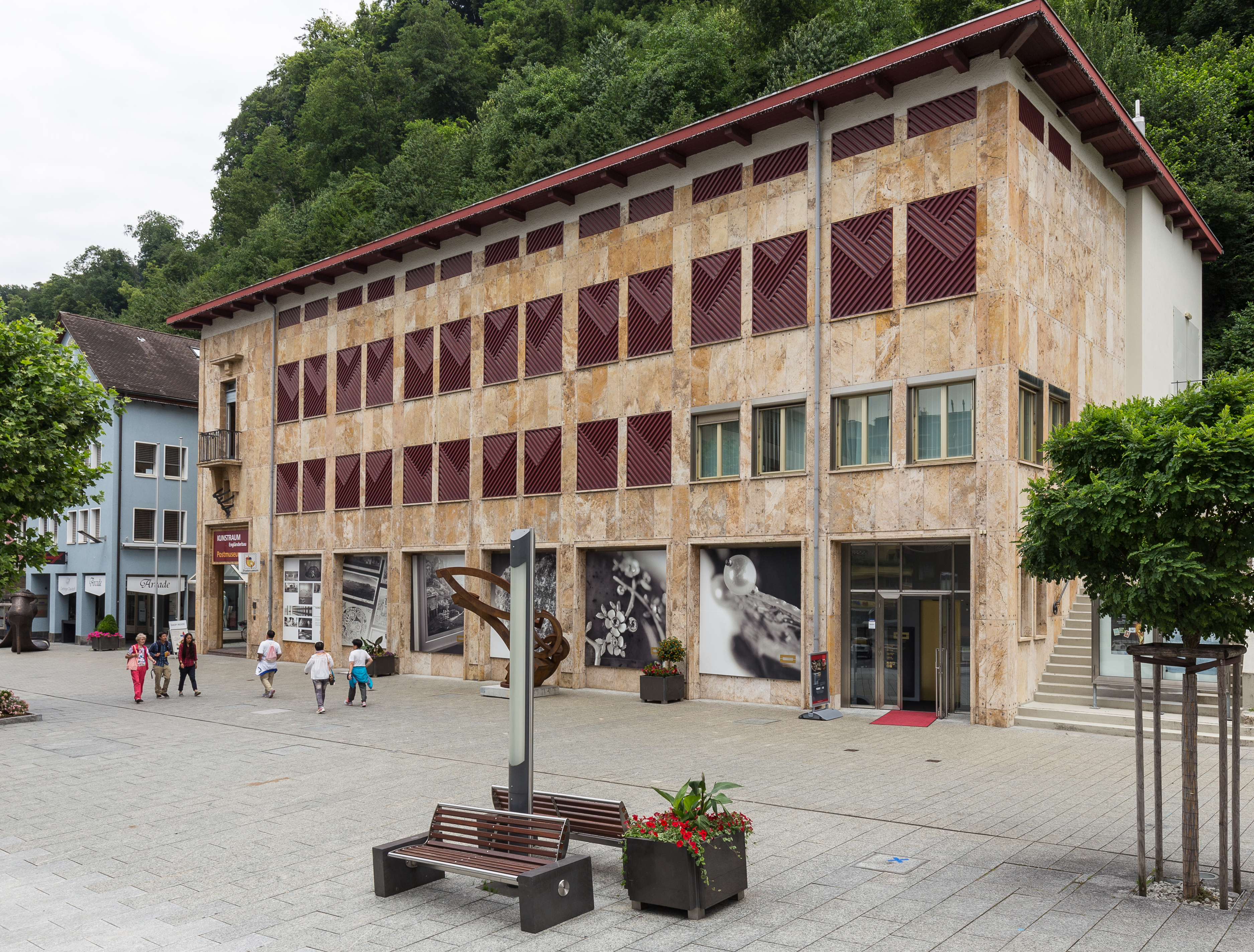
Engländerbau (2018)

Der Engländerbau ist ein Ausstellungsgebäude im liechtensteinischen Hauptort Vaduz. Es wurde 1933/1934 nach Plänen des in Schaan ansässigen deutschen Architekten Erwin Hinderer als Sitz eines britischen Lotterieunternehmens errichtet und war das erste in Stahlskelettbauweise erstellte Bauwerk des Landes.

## Beschreibung
Das Gebäude ist in der Fussgängerzone von Vaduz, nördlich des Liechtenstein Center und des  Liechtensteinischen Landesmuseums gelegen.  Das Bauwerk ist dreigeschossig und besitzt ein flaches Walmdach. Der Stahlskelettbau wird durch ein Backsteinmauerwerk ergänzt und ist mit Travertin bekleidet. An der Strassenseite befinden sich im Erdgeschoss sieben Schaufenster, während in den Obergeschossen je 14 Fenster regelmässig angeordnet sind. Seit 1988/1989 sind alle Fenster – mit Ausnahme der Büroräume – mit Blechplatten geschlossen. Die Nordseite des Gebäudes wird durch ein rundes  Treppenhaus abgeschlossen, das als Lichtfang konzipiert worden war.

## Geschichte
Nachdem der Liechtensteinische Landtag Ende 1933 die im Zollanschlussvertrag von 1923 vorgesehene Anwendbarkeit des schweizerischen Lotteriegesetzes ab dem 1. Januar 1934 bestätigt hatte, wurde die englische Lotteriegesellschaft liquidiert. In der Folge wurden in dem Gebäude unter anderem eine Zahnfabrik und ein Radiosender untergebracht. 1944 erwarb das Land Liechtenstein den Bau und begann ihn als Ausstellungsraum für die Fürstliche Kunstsammlung zu nutzen. Im Erdgeschoss wurde 1952 das Tourismusbüro von Liechtenstein und 1957 das Postmuseum eingerichtet, das seither wichtige  Dokumente der Philatelie und  Postgeschichte des Fürstentums Liechtenstein ausstellt. Von 1969 bis 2000 war die Liechtensteinische Staatliche Kunstsammlung dort untergebracht. Nach deren Umzug in das Kunstmuseum Liechtenstein dient der Engländerbau seit 2002 als Kunstraum für wechselnde Ausstellungen zeitgenössischer Kunst. Die Schatzkammer Liechtenstein wurde 2015 hier etabliert.
Seit dem 1. September 1992 steht das Bauwerk unter Denkmalschutz.